# Lexington (Ohio)
Lexington es una villa ubicada en el condado de Richland en el estado estadounidense de Ohio. En el Censo de 2010 tenía una población de 4822 habitantes y una densidad poblacional de 487,89 personas por km².

## Geografía
Lexington se encuentra ubicada en las coordenadas 40°40′51″N 82°34′33″O / 40.68083, -82.57583. Según la Oficina del Censo de los Estados Unidos, Lexington tiene una superficie total de 9,88 km², de la cual 9,87 km² corresponden a tierra firme y (0,1%) 0,01 km² es agua.

## Demografía
Según el censo de 2010, había 4822 personas residiendo en Lexington. La densidad de población era de 487,89 hab./km². De los 4822 habitantes, Lexington estaba compuesto por el 96,33% blancos, el 1,24% eran afroamericanos, el 0,17% eran amerindios, el 1,02% eran asiáticos, el 0% eran isleños del Pacífico, el 0,06% eran de otras razas y el 1,18% pertenecían a dos o más razas. Del total de la población el 1,24% eran hispanos o latinos de cualquier raza.